# Muraltia mixta
Muraltia mixta là một loài thực vật có hoa trong họ Polygalaceae. Loài này được (L. f.) DC. mô tả khoa học đầu tiên năm 1824.